# Malvastrum coromandelianum
Malvastrum coromandelianum là một loài thực vật có hoa trong họ Cẩm quỳ. Loài này được (L.) Garcke mô tả khoa học đầu tiên năm 1857.